# كارل كراوس
كارل كراوس (بالألمانية: Karl Kraus)‏ هو كاتب، وشاعر، وصحفي، ومقالاتي، وكاتب مسرحي، وناقد أدبي من النمسا. ولد في جيتشين في 28 أبريل 1874 في النمسا-المجر وتوفي في فيينا في 12 يونيو 1936. وتوفي في فيينا.
كان ناقدا حادا للصحافة السائدة وصحافة الإثارة، أو بحد تعبيره الصحفجية. أهم أعماله دراما «آخر أيام البشرية» (بالألمانية: Die letzten Tage der Menschhei) ومجلة "المشعل" {{ألمانية|Die Fackel} التي أصدرها في الاعوام من 1899 إلى 1936.

## نشأته وتعليمه
كان كارل كراوس الطفل التاسع لصانع الأصبغة والورق والتاجراليهودي جاكوب كراوس (1833-1900) وزوجته إرنستينه كانتور؛ في أسرة تنتمي إلى الطبقة المتوسطة العليا. في عام 1877 انتقلت العائلة إلى فيينا. توفيت والدة كراوس عام 1891.
بعد تخرجه من المدرسة الثانوية في فيينا 1892 ، بدأ كراوس دراسة القانون في جامعة فيينا.بعد فترة وجيزة غير دراسته ودرس الفلسفة والألمانية إلى أن قطعها عام 1896. في تلك الفترة رربطته صداقة بالكاتب النمساوي بيتر ألتنبرغ.
في عام 1899 ترك كراوس الديانة اليهودية رسميا، وفي عام 1911 اعتنق المسيحية الكاثوليكية وعمّد في كنيسة كارل (بالألمانية: Karlskirsche) في فيينا وكان عرابه المعماري النمساوي أدولف لوس. في عام 1923 خرج كراوس من الكنيسة الكاثوليكية.
في الثامن من أيلول/سبتمبر 1913 تعرف كراوس في فيينا بالبارونة التشيكية سيدوني ناديرنا فون بوروتين، ووارتبط بها في علاقة عميقة عاصفة استمرت حتى وفاته. قد يكون كراوس قد فكّر بالزواج منها، ولكن صديقه الكاتب والشاعر راينر ماريا ريلكه أحبط الفكرة بالإشارة إلى «الاختلاف» بينهما (من الواضح أن المقصود هو يهودية كراوس). وفي قصر يانوفيتس الذي امتلكته عائلة ناديرنا كتب كراوس عددا من أعماله. كذلك أصبحت سيدوني مراسلة مهمة و«مستمعة مبدعة» ومخاطبة في بعض كتبه وقصائده.

## بدايات أدبية وصحفية ومسرحية
ابتداء من نوفمبر 1891 بدأ سلسلة مقالات إلى مجلة «أوراق شهرية» (بالألمانية: Monatsblätter) التي كانت تصدرها مجموعة شعراء بريسلاو (اليوم فروتسواف، بولندا) ويحررها الشاعر باول بارش. وكتب كذلك مقالات لمجلات ألمانية ونمساوية مختلفة، وخاصة في النقد الأدبي والمسرحي. في نيسان/أبريل 1892 ظهرت مقالته الأولى في «جريدة الأدب الفييناوية» (بالألمانية: Wiener Literaturzeitung) الفيناوية وكان عبارة عن عرض لدراما غيرهارت هوبتمان «النسّاجون» (بالألمانية: Die Weber). في تلك الفترة جرب كذلك التمثيل في مسرح الضاحية (بالألمانية:  Vorstadttheater) ولم ينجح. كذلك لم تبصر النور مجلة ساخرة كان يعد لإصدارها مع الكاتب أنطون ليندنر وجهز لها مساهمات، منها مقال من فرانك ويديكيند .
في عام 1897 نشر كراوس كتاب «الأدب المقوّض» (بالألمانية: Die demolirte Litteratur) وهو تصفية حسابات ساخرة مع أدب المقاهي في الحداثة الفيناوية. هذا الكتاب الساخر كان أول نجاح علني كبير لـكراوس في هذه المرحلة التي تميزت بالعداء المرّ الذي قابل به الكتاب كراوس الذي عرّاهم بكتاباته في نفس العام أصبح كراوس مراسل صحيفة بريسلاور تسايتونج (بالألمانية: Bresslauer Zeitung) في فيينا .

## مجلة «المشعل»
في عام 1898 ، بدأ كراوس، بعد أن ساعد في تأسيس مجلة «دي فاغه» (بالألمانية: Die Wage)، يفكر بإصدار مجلته الخاصة، وبالقعل ظهر عدد مجلة «المشعل» (بالألمانية: Die Fackel) الأول بصفحاته ال32 في نيسان/أبريل 1899. في عام 1901 ، أقيمت ضده أول دعوى تشهير قضائية تبعها الكثير، من أشخاص اعتبروا مزاعمه عن فسادهم تشهيرا أو إهانة، منهم الناقد والكاتب المسرحي هيرمان بار والمدير الفني إميريش بوكوفيكس. في نفس العام، وبعد عودنه من رحلة إلى الدول الاسكندنافية استمرت ثلاثة أشهر، وجد كراوس أن ناشره موريتس فريش قد استحوذ على المشعل إذ سجل غلاف المجلة بصفة علامة تجارية باسمه ونشر مجلة تسمى «المشعل الجديد» (بالألمانية: Neue Fackel) . كسب كراوس القضية بعد 15 جلسة في المحاكم، ومنذ ذلك الحين صار كراوس ينشر المجلة بنفسه وحوّل طباعتها إلى مطبعة أخرى.
في عام 1902 ، كتب كراوس مقال الأخلاق العامة والجريمة الذي يعتبر الأول في ما سيصبح أحد أهم موضوعاته: محاولة حماية الأخلاق العامة بإجراءات قانونية تتناول الأخلاق الجنسية: «تبدأ الفضيحة عندما تحاول الشرطة أن تنهيها». ابتداء من العام 1906 نشر كراوس في مجلته تباعا «الأمثال» ، والتي لخّصت لاحقًا في الكتب «أمثال وأمثال مضادة» (بالألمانية: Sprüche und Widerprüche) الذي ظهر عام 1909، و«للمنزل وللعالم» (باللاتينية: Pro domo et mondo) عام 1919 الذي ظهر عام 1919، و«في الليل» (بالألمانية: Nachts) عام 1924.
في عام 1910 أجرى كراوس أول قراءة عامة له، تبعتها سبعمائة قراءة إلى العام 1936 الذي ظهر فيه أيضا كتابه «هاينة والتبعات» (بالألمانية: Heine und die Folgen).

بعد مقال في نعي ولي العهد النمساوي فرانز فرديناند الذي اغتيل في حادثة سراييفو، في صيف عام 1914 توارى «المشعل» لعدة أشهر وصمت كراوس في أشهر الحرب العظمى الأولى حتى كانون أول/ ديسمبر 1914 وعاد للظهور في مقال بعنوان «في هذا الزمن الكبير» : 
«في هذا الزمن الكبير، التي كنت أعرفه منذ كان صغيرا جدا، والتي سيعود صغيرا لو تبقى له بعض الوقت؛ [...] في هذا الوقت الصاخب، الذي يزدهر من سمفونية الأفعال الرهيبة التي ينتج عنها تقارير، والتقارير التي تسببت بها الأفعال: في هذا الزمن لا تتوقع مني كلمة صادرة عني»
في السنوات التي تلت كتب كراوس ضد الحرب، وصودرت عدة أعداد من «المشعل» ومنعت الرقابة طباعة البعض.
في عام 1915 بدأ العمل على مسرحية «آخر أيام البشرية» ، والتي طُبعت أجزاء منها أعداد من ال«المشعل»، ونشرت خاتمتها «الليلة الأخيرة» عام 1918 في عدد خاص منها. وفي عام 1919 نشرت الرواية كاملى في عدد خاص من المجلة، كما نشر كراوس كل مقالاته التي كتبها في فترة الحرب في كتاب بعنوان «محكمة العالم» (بالألمانية: Das Weltgericht).
في عام 1921 نشر كراوس الدراما الساخرة «الأدب وإلا سنرى!» (بالألمانية: Literatur oder Man wird doch da sehn) ردا على فرانس فرفل الذي هاجمه في نص «رجل المرآة» (بالألمانية: Spiegelmensch)
في يناير 1924 ، بدأ السجال مع ناشر صحيفة الإثارة «الساعة» (بالألمانية: Die Stunde)، إمري بيكيسي الذي اعتبره كراوس متبزّا، ورد بيكيسي بحملة تشهير بكراوس الذي دعاه في العام التالي تحت شعار «اخرجوا الشرير من فيينا!» إلى «تصفية حساب»، وفي عام 1926 توصل كراوس إلى مغادرة بيكيسي فيينا هربا من الاعتقال.
عالج كراوس هاتين القضيتين في مسرحية العصيّون (بالألمانية: Die Unüberwindlichen) التي ظهرت عام 1928، وفي نفس العام . في نفس العام نشر محاضر المحاكم في القضية التي رفعها ضده الكاتب الألماني ألفريد كير بعد أن واجهه كراوس في مجلة «المشعل» بقصائده الشوفينية التي نشرها في فترة الحرب العظمى.

عام 1932 نشرت ترجمة كراوس الجديدة لسوناتات شكسبير. في عام 1933، وبعد استيلاء أدولف هتلر على السلطة " في في ألمانيا احتجبت «المشعل» لعدة أشهر عمل فيها كراوس على نص ضخم كان من المفترض أن يتناول أشهر النازية الأولى في السلطة، ولكنه قرر عدم نشره. ولم ينشر هذا العمل قبل العام 1952 بعد وفاة كراوس بعقد ونصف، وظهر بعنوان ليلة والبورجيس الثالثة (بالألمانية: Die dritte Walpurgis Nacht). في عدد تشرين أول/أكتوبر من العام 1933، وهو عدد «المشعل» الوحيد الذي ظهر في ذلك العام)، نشر كراوس قصيدة "لا يجدر أن تسأل" (بالألمانية: Man fragt nicht) :
لا تسل عما كنت أفعله طوال هذا الوقت
سألتزم الصمت
ولا أقول لِمَ.
الصمت، إذ انشقّت الأرض.
ما من كلمة تصيب
والكل يتكلم نائما
يحلم بشمس ضاحكة.
سينتهي
وبعد ذلك لا يهم.
لقد غفت الكلمة
عندما استيقظ ذلك العالم

هذه القصيدة علق عليها الشاعر الألماني بيرتولت بريخت بالأبيات التالية
عندما اعتذر البليغ
بأن صوته يعجز
وقف الصمت أمام منصة القضاء
ونزع المنديل عن وجهه
وعرّف عن نفسه شاهدا 
في عام 1934 تناول كراوس في مقال بعنوان«لماذا لا تظهر المشعل» أسباب عدم نشره ل « ليلة والبورجيس الثالثة»، ولكنه اقتبس منها عدة بضعة مقاطع ، والتي اقتبس منها، مع ذلك، مقاطع طويلة. أيد كراوس المستشار النمساوي إنجلبرت دولفوس (انظر كذلك الفاشية النمساوية) آملا أن ينجح في منع وقوع النمسا في قبضة النازية، وفقد كراوس بذلك الكثيرين من مريديه.
في عام 1936 صدر "عدد المشعل الأخير، رقم 922، قبل وفاة كراوس ببضعة أشهر.

## قراءات حية وإذاعية
قدم كراوس قراءات حية لأعماله تميزت بأسلوبه المسرحي. وصف الكاتب توماس مان أمسية قراءة لكارل كراوس يوم 29 آذار/مارس 1913 في ميونيخ بالتالي:
طريقته الكنسية في قراءة [جان بول] تشدني داخليا، والشغف الخلّاق في نصوصه المنمنمة بنقاء وحدة التي تدافع عن مبادئ الحياة والحرب والجنس واللغة والفن ضد التدنيس والابتذال، ضد عالم الصحافة، ضد الحضارة. هي أيضا تحتوي على بعد كنسي، ديني، ومن يفهم يوما ما أسس الروح والفن والحضارة والثقافة سيعجب بالشغف الساخر الذي يلف هذا ال«لاصحفي».
ابتداء من العام 1930 قدم كراوس قراءات إذاعية في برلين ثم في فيينا وسجّل أيضا اسطوانات. في عام 1931 عرضت دار أوبرا أونتر دين ليندن معالجته لأوبريت اوفنباخ لا بيريشول (بالفرنسية: La Périchole)‏.

## كارل كراوس واللغة
كان كارل كراوس مقتنعًا بأن أكبر شرور العالم والعصر تنكشف في كل تناقض صغير يبدو أنه ذو أهمية محلية وزمنية على الأكثر. وهكذا كان بوسعه أن يرى في فاصلة مفقودة أحد أعراض حالة العالم التي جعلت الحرب العالمية ممكنة. كان أحد الاهتمامات الرئيسية لكتاباته هو لفت الانتباه إلى الشرور الكبيرة من خلال مثل هذه المظالم الصغيرة.
في نظره كان أهم مؤشر على مظالم العالم هو اللغة، وفي الاستخدام المتراخي للغة من قبل معاصريه رأى علامة على الإهمال في استخدام العالم عمومًا. يقدم إرنست كرينك الحادثة التالية كراوس التالي مثالا نموذجيًا: «عندما كان الناس مستائين من القصف الياباني لشنغهاي والتقيت كارل كراوس منشغلا بإحدى مشكلاته الشهيرة مع الفواصل، قال تقريبًا: أعرف ذلك كل هذا لا معنى له عندما يحترق المنزل. لكن، طالما كان ذلك ممكنًا، يجب أن أفعل ذلك، لأنه لو حرص الأشخاص الملزمون بذلك على وجود الفواصل في المكان الصحيح، فلم تكن شانغهاي لتحترق.»(ص.128)
لام كراوس معاصريه، وليس أقلهم الصحفيين والكتاب، على استخدام اللغة بوصفها وسيلة يعتقد المرء أنها «تتقن» بدلاً من اعتبارها غاية تجب «خدمتها». في نظر كراوس ليست اللغة وسيلة لنشر الآراء الجاهزة، بل واسطة للتفكير بحد ذاتها، وبالتالي فهي بحاجة إلى التأمل النقدي. لذلك كان هاجس كارل كراوس في هذا الزمن الذي تسيطر عليه الصحافة التي تخدم المعلومة وتصم الآذان عن توافق الشكل مع المحتوى، أن يزيل «تصحيف وأن يربي فيهم»التفهم لقضايا اللغو الألمانية وصولا إلى مستوى تكون فيه الكلمة المكتوبة تجسيدا للفكرة، لا محض قشرة للرأي يحكمها المجتمع.
يتضح مدى انحراف لغة معاصريه عن الأفكار وعن تصورات المحكي في العبارات التي لا معنى لها، والتي تعود استعاراتها إلى زمن بعيد. على سبيل المثال تقتبس مجلة «المشعل» في نيسان/أبريل 1914: «{الكاتب خبير شامل في العلاقات البحرية الدولية وكسر في كتيباته أكثر من رمح لتعزيز القوة البحرية لوطننا الأم} مع أن الرماح لم تعد تستخدم في البرّ.»
برأي كراوس لا تسمح اللغة للإنسان باستخدامه كليا في خدمة نواياه، بل تُظهر أوضاع العالم الحقيقية حتى في أكثر أشكالها تشوّهًا، فعلى سبيل المثال، يشير المستفيدون من الحرب دون وعي إلى المذبحة المتوحشة في الحرب عندما يصفون الحرب بأنها «مراكضة قاتلة» (بالدارجة النمساوي: متعة كبيرة).
اعتبر الكثيرون من معاصري كراوس هذا التركيز على "اللغة الصحيحة" غريبًا وسطحيًا على الأقل، ومن خلال تحديده العدو الرئيسي في الصحافة و"العالم الأدبي السفلي، ظلت المجالات الاجتماعية والثقافية الأخرى غير واضحة عنده، وهذا ينعكس أيضًا في موقفه السياسي المتقلب (في بعض الأحيان كان يتعاطف مع الاشتراكية الديمقراطية، وأحيانًا مع الأرشيدوق فرانز فرديناند ). ألبرت فوكس الذي كان في الأصل معجبا بكراوس لخص فلسفة كراوس بالتالي: "لقد طالبتني بأن أتحدث الألمانية بشكل لائق. ولم تطلب أي شيء غير ذلك".
أتقن كارل كراوس ألعاب الكلمات مع الأسماء وحولها، فعلى سبيل المثال علق على سجن المصرفي المحتال رايتسه على النحو التالي: «إن سجن شتاين لا يفتقر إلى جاذبية» [بالألماني تعني Reize إغراء، جاذبية]. في سنواته الأولى، حاول أن ينال إعجاب الممثلة الشابة إلفريده شوبف ولكنها كانت في قبضة بطل مسرح بورغثياتر أدولف فون سوننتال . أثار خبر وفاته المفاجئة هتافه: «الآن يجب أن تغتنم الفرصة!»، بالمعنى المزدوج «الآن يجب أن نمسك بشوبف». أما للتعبير عن موقفه من تصريحات الحزب الشيوعي النمساوي فقد أضاف إلى كلمة "Kauderwelch" التي تعني «هراء» بالفيناوية، كلمة موسكو، لتصبح "Moskauderwelsch"

## كارل كراوس والصحافة
استمرت حملة كارل كراوس ضد الصحافة («صحفجية» ، «أفّاقو الحبر» ، «كلاب صيد الرأي العام» ، «بريسمافيا» ، «كلاب الصحافة»:125ْ طيلة عمره الأدبي. يلوم كراوس الصحافة بأن «فقط ما هو بين السطور غير مأجور» . على وجه الخصوص، يهاجم جريدة نويه فرايه بريسه (بالألماني: Neue Freie Presse، ليوم: Die Presse ) اللبرالية، حيث يقول إنه «لا يوجد شر لا يمكن لمحرر النويه فرايه برسيه تمثيله مقابل المال، وأنه لا توجد قيمة ليس مستعدا لخيانتها بدوافع مثالية».(ص.125) الظاهرة برأيه ليست جديدة (وتمتد إلى مراقبي الشأن العام الآخرين، أن كل شيء يخضع للنقد من الصحافة - باستثناء الصحافة نفسها.
تمكن كراوس من إسناد نقده بالحقائق، فقد أثبت دفع ما يسمى بـ «المبالغ الإجمالية» إلى الصحف اشترت بها شركات التجارية الكبرى مواقفا إيجابية منها، وكان قادرًا على إثبات وجود صلة بين هجمات إحدى الصحف على شركة وانتهاء هذه الهجمات بعد أن يوضع فيها بعض الإعلانات المدفوعة لنفس الشركة.
عرى كراوس، خاصة في سنواته المبكرة تعرية الصحافة من خلال إطلاق ما كان يسمى في في فيينا ب«كلب الاختبار» (بالألمانية: Grubenhund)، وهو عبارة عن إرسال مقالات أو رسائل قراء فيها الكثير من المصطلحات الفنية والحذلقات اللغوية التي تبدو مثيرة للإعجاب ولكن لا محتوى لها والتي يمررها المحررون للطباعة دون الانتباه إلى خوائها.
ي البدء كانت الصحافة
ثم ظهر العالم.
وبناء على رغبته
انضم إلينا.
بعد تحضيراتنا
التي إذا نجحت بإذن الله
سيجلب العالم إلى الصحيفة
يقرؤون ما نُشر
يفكرون ما يُعتقد
لكن المربح أكثر
هو ما لا يُنشر [...]
برأي كراوس لا ينفصل الكفاح ضد الصحافة عن النضال ضد العبارة: «... إنني مؤمن بعمق بأن العبارة والشيء واحد». ، ومن يقدم كتابة غير نظيفة يكون عند كراوس شخصا غير نظيف: «لا يزال الناس يعتقدون أن المحتوى البشري يمكن أن يكون ممتازًا إذا كان الأسلوب سيئًا وأن المعتقد من الممكن إنشاؤه بشكل منفصل تمامًا. لكنني أرى أنه لا يوجد شيء أشد ضرورة دفن أمثال هؤلاء كالنفايات. أو فلينشأ برلمانا الولاية على أساس اللغة يقدم مكافأة، كما يفعل لكل أفعى يتم اصطيادها، على كل عبارة فارغة يتم قتلها.»
من ناحية أخرى يتهمه خصومه بأن كراهيته للصحافة الليبرالية قد دفعته، على الأقل في سنوات ما قبل الحرب العظمى، إلى مناهضة الليبرالية بصيغة شديدة المحافظة، ولكن لا ينصح بأخذ الكثير مواقفه في تلك الفتر بحرفيتها.(ص.128)

## كارل كراوس واليهودية والصهيونية
في عام 1899 خرج كارل كراوس رسميا من الطائفة اليهودية، وظل بلا ديانة رسمية حتى العام 1911 حين عُمّد للمسيحية الكاثوليكية، وهي خطوة ظلت هذه الخطوة غير معروفة للجمهور حتى أعلن كراوس خروجه من الكنيسة عام 1922 - احتجاجًا على سماح الكنيسة بإقامة عروض مسرحية لماكس راينهارت في كنيسة في سالسبورغ.
تلتقط كتابات كراوس بعض التعبيرات التي تعتبر معادية للسامية : على سبيل المثال، أطلق على «اليهودي الألماني» وصف «ماوشلن» التحقيري (بالألمانية: mauscheln)، وعلى أعمال رئبس تحرير صحيفة النويه فرايه بريسه موريتس بينيديكت «سرقة طقوسية»، إشارة إلى الأسطورة اللاسامية عن قتل اليهود الطقوسي للأطفال. وفي جدال كراوس الطويل مع الشاعر الألماني هاينريش هاينه، الذي كان ذا خلفية يهودية، ويتهمه كراوس بأنه «حل مشدّ اللغة الألمانية حتى صار أي كان قادرا على العبث بثدييها»، تظهر إشارات وتلميحات كثيرة إلى يهودية هاينه (علما بأن هاينه قد تعمد في عام 1825).
هذا التناقض بين أصل المرء والميل إلى النظر إلى الخصائص «اليهودية» المفترضة في المقام الأول على أنها سلبية، لم يكن أمرًا غير مألوف في عصره. فقد اصطدمت في فيينا جالية يهودية مستعدة للاندماج وحتى الذوبان ومندمجة في معظمها بموجات من مهاجرين يهود قادمين من غالصيا في شرق الامبراطورية (بولندا وغرب أوكرانيا اليوم) بمظهرهم غير الحداثي وهم يرتدون القفطان والجبة ويطيلون خصلات شعورهم ويصلّون وبالتيفيلين، وشعروا حيالهم بالغرابة والقلق، وصار هاجس اليهود الغربيين أن لا يخلط بينهم وبين «الشرقيين»، وشعروا بالتعلق بالنمسا وألمانيا وقدموا أنفسهم أكثر ألمانية ومسيحية من الالمان المسيحيين. وكانوا نشطين ثقافيا وناجحين اقتصاديًا وأرادوا، بالنظر إلى زمان بدى فيه العداء الأوروبي التاريخي لليهود قد تم تجاوزه، أن يتركوا ذكريات الغينو المذلة وراءهم دون أن يذكرهم به القادمون من شرق أوروبا. خاف اليهود الغربيون من أن يتسبب القادمون من الشرق بعودة مظاهر معاداة اليهود القديمة، خاصة في ظل انتشار موجة معاداة السامية في أوروبا. ويرى محللون نمساويون وألمان أن كراوس الذي ينحدر من عائلة صناعية ثرية من هذه البرجوازية الكبيرة اليهودية كان يشارك اليهود المستقرين موقفهم من القادمين من الشرق، ويتهمه بعضهم بكراهية الذات اليهودية.
في االمقابل سخر كراوس أيضا من اللاساميين والتقط نغمات اللاسامية، ومع تصاعد اللاسامية في أوروبا ووصول النازيين إلى السلطة في ألمانيا وظف كراوس سخريته في التعامل مع اليهودية التي فرضت عليه ومع من فرضوها، فمثلا في تعليقه في كتاب «ليلة فالبورغينس» (الذي كتبه بعد وصول النازيين إلى السلطة) على رسالة من الإذاعة الألمانية طلبت منه عام 1933 عينة من ترجماته لسوناتات شكسبير. علق كراوس بسخرية، متظاهرا بحماية محرر الإذاعة «من خطأ قد يجعلك تتعارض مع مبادئ النقد الثقافي السارية في ألمانيا»، ويحذره من أنه نفسه كاتب يهودي ولكن لا توجد إشارة إلى «ترجمة من العبرية» (بمعنى شارة صفراء أدبية). بالطبع كان كارل كراوس على علم بأن الأيديولوجية العرقية النازية قد صنفته على أنه كاتب يهودي على أي حال.
لم ير كراوس أن أصله اليهودي يجبره بأي شكل على الانجرار وراء الفكرة الصهيونية والبحث عن دولة يهودية خاصة به، بل شعر بأنه نمساوي وفييناوي، واتهم الصهاينة بارتكاب خطأ تاريخي بترك الطريق الوحيد الممكن، وهو الاندماج في المجتمع الأوروبي، وأنهم خدموا تحديدا أولئك الذين يريدون فصل اليهود عن غير اليهود، ورأى أن الصهاينة قد نجحوا على وجه الخصوص في «إقناع المسيحيين الذين لم يكن يعرفوا حتى الآن مذاق معاداة السامية بفوائد فكرة التمييز». لم يتوفع كراوس للصهيونية أن تنجح ورأى أن الاندماج والتحول الاشتراكي سينهيها في آخر الأمر مع باقي تنافضات المجتمع الرأسمالي االأوروبي، وأنه «يصعب الافتراض أن اليهود سوف يصلون أرض الميعاد هذه المرة بأقدام جافة، فـأمامهم هذه المرة لبحر أحمر آخر هو الاشتراكية الديمقراطية التي ستسد عليهم الطريق».
ردا على «الدولة اليهودية» والمؤتمر الصهيوني الثاني الذي أقامه تيودور هرتسل نشر كراوس عام 1898 كتيب عنوانه «كرونة لصهيون» (بالألمانية: Eine Krone für Zion) الذي يستخدم كراوس في عنوانه المعنى المزدوج لكلمة كرونه (تاج، وهي كذلك العملة النمساوية في ذلك الوقت) للسخرية من المؤتمر الذي كان الحد الأدنى من التبرع المطلوب للاشتراك فيه كرونة نمساوية، وإعطاء المعنى المزدوج: تاج لصهيون.
بعد أكثر من ربع قرن من نشر كتاب «تاج لصهيون» ، كتب كراوس: «بما أني لو أولد بكمّ اليقين المتوفر لدى محرر صحفي صهيوني، فإنني لا يمكنني التمسك في سن الخمسين بما كتبته في الثالثة والعشرين [..] أما فكرة الندم بمعنى تصور أنني قد كان من الممكن أن ألا أكتبه أو ربما قد كتبته بشكل مختلف فليس بإمكانها أن تنال مني، فهذا يكون ممكنا فقط لو علمت أنني قد فعلت ذلك خلافا لقناعاتي».

## مواقف من السلطة السياسية
بعد قمع الشرطة الدموي لتظاهرات فيينا عام 1927 طالب كراوس رئيس شرطة فيينا يوهان شوبر الذي كان شريكا في المسؤولية عن القمع الدموي لتظاهرات تموز/ يوليو بالاستقالة في ملصقات نشرها على جدران فيينا.

## آراء من معاصريه
تميز كراوس طوال حياته القدرة على الاستقطاب عزز منها حضوره الواعي لأهميته الذاتية. لم تكن هذه الصورة الذاتية بلا أساس، لأن مستمعي قراءاته انبهروا بشخصية المحاضر. رآه أتباعه سلطةً معصومة من الخطأ قدمت لمن رعتهم كل الدعم من أجل وضعهم في المكان الصحيح. سمع إلياس كانيتي للمرة الأولى عن كراوس من خلال معارفه الذين وصفوه على النحو التالي:
قد يكون هذا أعظم من يعيش في فيينا وأشدهم صرامة. أمام عينيه لا يجد أحد رحمة. في محاضراته يهاجم كل ما هو سيء وفاسد. [..] كل كلمة، كل نبرة في «المشعل» مصدرها ذاته. هناك تدور الأمور كما في محكمة هو فيها المدعي والقاضي، وما من مدافعين، لانتفاء الحاجة، فهو عادل ولا يحاكم لديه من لا يستحق المحاكمة. هو لا يخطئ، ولا يمكن أن يخطئ. [..] عندما يقرأ من كتابه [آخر أيام البشرية] يقضي على المستمع. لا شيء يتحرك في القاعة ولا أحد يجرؤ على أن يتنفس. [..] من يستمع إليه لا يعود راغبا بالذهاب إلى المسرح، فالمسرح ممل إذا قورن به، فهو وحده مسرح كامل، أفضل، وهذه المعجزة، هذا الوحش، هذا العبقري، حمل الإسم العادي جدا، كارل كراوس
إلياس كانيتي في كتابه: المشعل في الأذن (بالألمانية: Die Fackel im Ohrْ) الذي يتحدث عن سنوات شبابه في فيينا والذي يستمد عنوانه من استماع الكاتب لمحاضرات كارل كراوس في تلك الفترة.

النص ترجمة عن (الألمانية Elias Canetti: Die Fackel im Ohr. Fischer Verlag, Frankfurt 198, ص. 66 f)
وصف الكاتب النمساوي ستيفان زفايج كراوس في مذكراته عالم الأمس بأنه «سيد السخرية السامة». 
ومع ذلك كان كراوي في نظر خصومه الكثيرين، الذين خلقهم شغفه المطلق بالانحيازات، شخصا ممتلئا بالمرارة وومبغضا للبشرية، و"الراغب المسكين بأن يكون، والمنغمس في إدانات وتصفيات حسابات ملؤها الكراهية، حسب تعبير الشاهر الألماني ألفريد كير.
ليس هناك وراء كارل كراوس لا دين ولا نظام ولا حزب، بل وراؤه كارل كراوس نفسه. هو نظام مغلق بذاته، كنيسة بشخص واحد، هو لها الرب والبابا والإنجيلي والرعية. يتحدث باسمه هو، باسم مهمته وبدون مراعاة الأثر. يكره جمهور امسيات محاضراته ويكره قراء مجلته ويرفض كل موافقة. وهنا يأتي التناقض الاول غير القابل للحل، فهو في نفس الوقت معلّق بإعجاب الجمهورالذي يأتي من أجله ويسجله بفخر، ومجلته تشير كذلك وبغزارة إلى المقالات الصحفية التي توافقه. لو تساءل المرء عن وضعه الداخلي فلن تفيدنا كثيرا التوصيفات القريبة مثل «الغرور» و«جنون العظمة». أنا أعتقد أن هناك قناعتين ضروريتين من أجل فهم فرادة ظاهرة كراوس، وكلاهما، بارتباطهما ببعض، توضحان تطوره وتفرده. أولا، لقد تمكن كارل كراوس وهو شاب في الخامسة والعشرين من خلق ما يحلم به دوما كل شخص ذكي ومستقل وغير راض: لقد خلق لنفسه منبرا حتى يتحرر من كل مراعاة وموانع، وبعيدا عن العصابات والارتباطات، ليعبر فيه عن آرائه بحرية مطلقة، لينتقد، ليتهم، ليناضل.. لقد فعل ما يشاء منذ عامه الخامس والعشرين وحتى وفاته، وهذا جعل ثانيا النجاح الوحيد الذي لم يتمكن من تحقيقه والذي حاول طول عمره الالتفاف عليه والوصول إليه بشكل غير مباشر: في داخله كان كراوس ممثلا، وبشكل ادق ممثلا مسرحيا. لم ينجح كراوي في الذهاب إلى المسرح، وعليه صار على المسرح، ربما بصورة إضافية، لكن بشكل رئيسي، وأينما كان ذلك بالإمكان، أن يقترب هو منه: «عندما ألقي محاضرة، لا يكون الأمر تمثيلا للأدب، بل ما أكتب هو فن تمثيل مطبوع»، وكذلك «ربما أكون أول حالة لكاتب يعيش ما يكتبه ممَثّلا».
مترجم عن هانس فايغل: كارل كراوس أو قوة العجز

النص ترجمة عن (بالألمانية: Karl Kraus oder die Macht der Ohnmacht) ص 9)
يقول الموسيقي إرنست كرينك عن كارل كراوس:
هو لا يصل إلى الكلمة من الرأي، بل يصلها مباشرة من الأصل، من الفكرة، ولذلك كان بوسع آرائه أن تبدو متناقضة. ومن ذلك يستمد سلطته في إدانة أولئك الذين يستخدمون اللغة نم أجل التعبير عن آراء تستند إلى ظروف هذا العالم المتناقضة.
ترجمة عن باول شيك: كارل كراوس في شهادات ذاتية وصور
النص ترجمة عن (بالألمانية: Karl Kraus in Selbstzeugnissen und in Bilddokumenten. Rowohlt Verlag, Hamburg 1982, S. 153)

## ترشيحه لجائزة نوبل للآداب
ابتداء من العم 1925 سعى الطبيب الفييناوي فيكتور هامرشلاغ مع الكاتب سيغيسموند فون راديكي وآخرون في حملة مكثفة من أجل حصول كارل كراوس على جائزة نوبل للآداب، وجاءت قوة مساندة من فرنسا حيث رشح تشارلز أندلر البروفسور في جامعة السوربون كراوس للجائزة في لأعوام 1926 و 1928 و 1930.

## معجبون وخصوم
حققت مجلة المشعل نجاحا باهرا حيث وصل توزيعها إلى أكثر من 30000 نسخة منذ صدور اعدادها الأولى، وهذا جعل كارل كراوس مشهورا ومحط إعجاب وتقليد وحسد في الصحافة. وظهرت لاحقا عدة مجلات مقلّدة ومتنافسة استلهمت تصميم ونبرة مجلته، مثل مجلات في ضوء الشعلة، في بيت النار، دون كيشوت، اقتحام!، الرعاع، الفضيحة، طوربيد. كما أكسبه موقفه في الحرب العالمية الأولى عددًا كبيرًا من المعجبين، مثل الكاتب سيغفريد جاكوبسون (الذي أسس عام 1905 مجلة «منصة العرض» الأدبية التي تغير اسمها لاحقا إلى "مسرح العالم" (فيلت بونه) [الإنجليزية]، وكان قد نشر في مجلته بدايةً مقالات تنتقد كراوس. من جانب آخر وصفه الكاتب النمساوي (الإسرائيلي لاحقا) ماكس برود بأنه "عقل متوسط، ونادراً ما يتجنب أسلوبه قطبي الأدب الشريرين: إثارة الشفقة، والجناس."  قال عنه الكاتب النمساوي آرثر شنيتسلر أن لديه «سحابة من الكراهية»، وصوره كاريكاتيريا في شخصية الناقد الفني «راب» في رواية «الطريق إلى الخلاء»، ومع ذلك أظهر شنيتزلر احترامه لعمل كراوس «أيام البشرية الأخيرة» الذي تناول الحرب العالمية الأولى، واعتبره هجائية «بين متألقة وعظيمة». كما اشتهرت محاضرة الكاتب النمساوي أنطون كوه التي ألقاها في دار كونسرت فيينا في 25 أكتوبر 1925 بعنوان «قرد زرادشت»، واتهم فيها كراوس بالغرور ومنطق التنمّر، محملا إياه، ووفقًا لمبادئه نفسها، المسؤولية عن موقف أتباعه الهستيري والمفرط.

## وفاته
في شباط/فبراير 1936، وبعد صدور عدد «المشعل» رقم 922، تعرض الستّيني كراوس لحادث دهس بدراجة هوائية، أدى إلى إصابته بآلام في الرأس وفقدان للذاكرة، وفي يوم 2 نيسان/أبريل 1936 ألقى محاضرته الأخيرة. في 10 حزيران/يونيه تعرض كراوس إلى نوبة قلبية حادة أصابته في مقهى «كافيه امبريال» ، وتوفي في 12 من نفس الشهر في شقته بسكتة قلبية ودماغية. ودفن في قبر شرف في مقبرة فيينا المركزية.

## تكريمه بعد وفاته
- عام 1970 أطلقت بلدية فيينا اسمه على شارع في حيها الثاني عشر
- عام 1974 أصدر البريد النمساوي طابع بريد من فئة 4 شيلينغ في ذكرى ميلاده المئوية

## أعمال بارزة
من أهم أعماله:
- كرونة (تاج) من أجل صهيون (1898) (بالألمانية: Eine Krone für Zion)
- آخر أيام الجنس البشري (بالألمانية: Die letzten Tage der Menschheit).
- مجلة «المشعل» (بالألمانية: Die Fackelْْ) النقدية الساخرة (1899 - 1936): الأرشيف متاح كاملا على موقع جامعة فيينا.[39]

## روابط خارجية
- كارل كراوس على موقع IMDb (الإنجليزية)
- كارل كراوس على موقع الموسوعة البريطانية (الإنجليزية)
- كارل كراوس على موقع مونزينجر (الألمانية)
- كارل كراوس على موقع ميوزك برينز (الإنجليزية)
- كارل كراوس على موقع ديسكوغز (الإنجليزية)